# 川喜多大治郎
川喜多 大治郎（かわきた だいじろう、1876年8月20日 - 1908年8月1日）は、日本陸軍の軍人。最終階級は陸軍大尉。中国名、張壽芝。

## 経歴
三重県出身。商業・川喜多武十郎の息子として生れる。陸軍幼年学校を経て、1896年（明治29年）5月、陸軍士官学校（7期）を卒業。翌年1月、砲兵少尉に任官し野戦砲兵第1連隊付となる。同連隊副官などを経て、1903年（明治36年）11月、陸軍大学校（17期）を卒業。第4師団野戦砲兵第4連隊第1中隊長に就任し日露戦争に出征。1904年（明治37年）7月、大石橋の戦いで重傷を受けながらも戦死した大隊長の代わりに指揮をとり、激戦を戦い抜き金鵄勲章を授与された。
1906年（明治39年）2月、広島湾要塞参謀兼副官に就任し、同年4月、清国政府応聘により陸軍省軍務局付となり保定武備学堂教官として中国へ赴任。同年9月29日に休職。1908年（明治41年）8月1日、機密漏洩の嫌疑で逮捕に訪れた憲兵に抵抗し、射殺された。

## 最期
日本軍の報告内容
川喜多は一時休職中の現役軍人であるにもかかわらず、「張壽芝」なる変名を使用し、満州人を自称し、徒に失踪し、かつ軍機保護法違反の嫌疑があることにより、日本側官憲は同人の所在を捜索していたが、1908年8月1日に北京公使館守備兵営（日本陸軍清国駐屯軍）の憲兵が偶然発見し、同憲兵隊より3名が捕縛の為に来訪したが、同人が清竜刀を抜いて抵抗したため、八重樫九郎右衛門憲兵伍長が発砲し負傷、連行後に死亡した。また同時に憲兵隊は多数の機密文書を同所にて発見し回収した。軍機漏洩の証拠が発見された事により、没日付で正七位返上を命じられ、勲五等、功五級及び明治三十七八年従軍記章を褫奪された。
漏洩した機密文書
本人が清国人「丁錦」宅にて保管していた機密文書は、作戦計画要領書、作戦計画訓令、大本営動員計画書、動員計画令、動員計画訓令、要塞防御計画書、陸軍各部隊動員計画、電信暗号、信号書、他多数。

## 親族
- 二男 川喜多長政（映画製作者）